# セイブ・ザ・タイガー
『セイブ・ザ・タイガー』（Save the Tiger）は、ジョン・G・アヴィルドセン監督、ジャック・レモン主演の1973年のアメリカ合衆国の映画である。
日本では劇場未公開で、DVDが発売された。また、WOWOWでは『セイヴ・ザ・タイガー』の題で放送された。

## キャスト
- ハリー・ストーナー ： ジャック・レモン
- フィル・グリーン ： ジャック・ギルフォード
- マイラ ： ローリー・ハイネマン
- フレッド・モレル ： ノーマン・バートン
- ジャネット・ストーナー ： パトリシア・スミス
- チャーリー・ロビンズ ： セイヤー・デヴィッド
- マイヤー ： ウィリアム・ハンセン
- リコ ： ハーヴェイ・ジェイソン
- マーゴ ： ララ・パーカー
- シド ： ネッド・グラス

## 受賞とノミネート
| 賞                   | 部門                    | 候補                     | 結果       |
| -------------------- | ----------------------- | ------------------------ | ---------- |
| アカデミー賞         | 主演男優賞              | ジャック・レモン         | 受賞       |
| アカデミー賞         | 助演男優賞              | ジャック・ギルフォード   | ノミネート |
| アカデミー賞         | 脚本賞                  | スティーヴ・シェイガン   | ノミネート |
| ゴールデングローブ賞 | 作品賞 (ドラマ部門)     | 『セイブ・ザ・タイガー』 | ノミネート |
| ゴールデングローブ賞 | 主演男優賞 (ドラマ部門) | ジャック・レモン         | ノミネート |
| ゴールデングローブ賞 | 助演男優賞              | ジャック・ギルフォード   | ノミネート |